# Philippe-Ernest Legrand
Pour les articles homonymes, voir Legrand.
Philippe-Ernest Legrand, de son nom complet Philippe Alexandre Ernest Félix Legrand, est un helléniste français, né le 2 septembre 1866 à Saint-Doulchard et mort le 1er juillet 1953 à Culan. Historien, philologue, archéologue, épigraphiste, son grand-œuvre est la traduction et l'édition d’Hérodote, parue dans la collection « Budé », qui fait toujours référence.

## Biographie
Philippe-Ernest Legrand naît le 2 septembre 1866 à Saint-Doulchard. Il est le fils d'un avocat à la cour d'appel de Bourges, maire de Saint-Doulchard, Félix Legrand. Il fait ses études à l’École normale supérieure de 1885 à 1888 et obtient un doctorat ès-lettres en 1898 ; une de ses thèses porte sur Théocrite, et sa thèse complémentaire s’intitule Quo animo Graeci praesertim V° et VI° saeculis tum in vita privata tum in publicis rebus divinationem adhibuerint.
Il enseigne à l’université de Lyon de 1891 à 1926. En 1902, il obtient la chaire de philologie et épigraphie grecque, puis, à partir de 1920, celle de langue et littératures grecques. Il prend sa retraite anticipée en 1926, et se retire dans le château de Culan, qui avait été acheté par son grand-père, pour travailler son édition d’Hérodote.
Il fut également membre de l’École française d'Athènes entre 1888 et 1891, et membre de l’Académie des inscriptions et belles-lettres à partir de 1933.
Il est inhumé au cimetière des Capucins de Bourges.

## Travaux
Outre Hérodote, il a étudié l’œuvre de nombreux poètes grecs, dont les Bucoliques. Spécialiste d’histoire littéraire, il s’intéressa également vivement à Ménandre, qui fut redécouvert au début du siècle grâce aux Papyrus d’Oxyrhynchos, de même qu’à la comédie nouvelle. Une liste incomplète des auteurs sur lesquels il travailla comprend Sophron, Callimaque, Hérondas, Léonidas de Tarente, le Pseudo-Théocrite, Bion, Moschos, Jean Chrysostome.

## Publications

### Ouvrages
- Étude sur Théocrite, Bibliothèque des Écoles françaises d'Athènes et de Rome, fasc. LXXIX, 1898. lire en ligne sur Gallica
- Daos : Tableau de la Comédie grecque pendant la période dite nouvelle, Lyon, Fontemoing, 1910.

- Prix Bordin (Antiquité classique) 1911 de l’Académie des inscriptions et belles-lettres
- La Poésie alexandrine, Payot, 1924.

### Éditions
- (fr + grc) Les Bucoliques grecs, Paris, Les Belles Lettres, Collection des Universités de France, 1925-1927, 2 vol.
  - Théocrite (1925).
  - Pseudo-Théocrite, Moschos, Bion, divers (1927).
- (fr + grc) Édition et traduction de Hérodote, Histoires, Paris, Les Belles Lettres, Collection des Universités de France, 1932-1954, 10 vol.
  - Introduction  (1932).
  - Livre I : Clio (1932).
  - Livre II : Euterpe (1936).
  - Livre III : Thalie (1939).
  - Livre IV : Melpomène (1945).
  - Livre V : Terpsichore (1946).
  - Livre VI : Erato (1948).
  - Livre VII : Polymnie (1951).
  - Livre VIII : Uranie (1953).
  - Livre IX : Calliope (1954).
  - Index analytique (1966).

### Articles
Une liste étendue des articles de Philippe-Ernest Legrand se trouve dans : Guillaume Mollat, « Notice sur la vie et les travaux de M. Philippe Legrand », Comptes rendus de l'Académie des inscriptions et belles-lettres, vol. 98, no 4,‎ 1954, p. 413-418 (ISSN 0065-0536, lire en ligne).